# 国分三亥

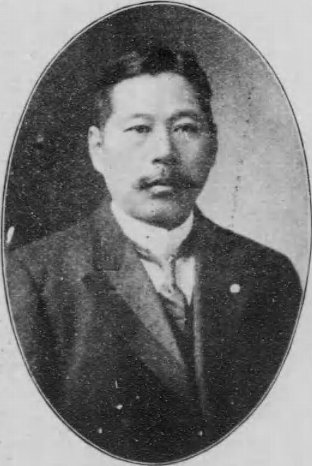
国分三亥

国分 三亥（こくぶ さんがい、文久3年12月25日（1864年2月2日） - 昭和37年（1962年）5月1日）は、日本の検事、朝鮮総督府官僚。錦鶏間祗候、宮中顧問官。教育者。

## 経歴
備中松山藩士の国分胤之（魚水実録を編纂）の子として生まれる。1883年（明治16年）に司法省法学校に入学し、1885年（明治18年）に卒業した。検事補となり、1887年（明治20年）に判事検事登用試験に合格。岡山地方裁判所検事、横浜地方裁判所検事、甲府地方裁判所検事正、高知地方裁判所検事正、大阪控訴院検事、大阪地方裁判所検事正を歴任した。1908年（明治41年）に韓国に渡り、韓国検事総長、統監府裁判所高等法院検事長に就任した。韓国併合後は、朝鮮総督府裁判所高等法院検事長、朝鮮総督府司法部長官、朝鮮総督府法務局長を務めた。
1920年（大正9年）に退官後は錦鶏間祗候となり、1922年（大正11年）からは久邇宮宮務監督を務めた。1925年（大正14年）より宮中顧問官となったが、辞して1932年（昭和7年）9月27日に再び錦鶏間祗候となった。
その他、二松學舍常任理事・理事長(1932年-1948年）、逗子開成中学校理事長、横浜倉庫株式会社社長、東華生命保険株式会社監査役などを務めた。
1961年1月、岡山県高梁市の名誉市民。1962年、98歳で亡くなる。

## 栄典
- 1940年（昭和15年）8月15日 - 紀元二千六百年祝典記念章[7]